# Каминг, Фредерик
Фредерик Уильям Каминг (англ. Frederick William Cuming; 27 мая 1875, Тивертон, Девон — 22 марта 1942, Лондон) — британский крикетист, чемпион летних Олимпийских игр 1900.
На Играх участвовал в единственном крикетном матче Великобритании против Франции, выиграв который, он получил золотую медаль. Всего он набрал 56 очков.